# Хортон, Кен
Кен Дж. Хо́ртон (англ. Ken J. Horton) — шотландский и английский кёрлингист и тренер по кёрлингу.
В составе мужской сборной Шотландии участник трёх чемпионатов мира (лучший результат — бронзовые призёры в 1977) и чемпионата Европы 1977 (серебряные призёры). Трёхкратный чемпион Шотландии среди мужчин. В составе юниорской мужской сборной Шотландии участник чемпионата мира 1977 (заняли четвёртое место). Чемпион Шотландии среди юниоров. В составе мужской сборной ветеранов Шотландии участник трёх чемпионатов мира (лучший результат — четвёртое место в 2008). Двукратный чемпион Шотландии среди ветеранов-мужчин.
В составе мужской сборной ветеранов Англии участник чемпионатов мира (лучший результат — девятое место в 2025).
В «классическом» кёрлинге (команда из четырёх человек одного пола) в основном играет на позициях третьего и четвёртого, скип команды.
Как тренер мужской сборной Англии участник чемпионата Европы 2017.

## Достижения
- Чемпионат мира по кёрлингу среди мужчин: бронза (1977).
- Чемпионат Европы по кёрлингу: серебро (1977).
- Чемпионат Шотландии по кёрлингу среди мужчин: золото (1977, 1983, 1989).
- Чемпионат Шотландии по кёрлингу среди юниоров: золото (1976).
- Чемпионат Шотландии по кёрлингу среди ветеранов: золото (2008, 2011).

- Команда «всех звёзд» (англ. All-Star Team) юниорского чемпионата мира: 1976.

## Команды
| Сезон     | Четвёртый    | Третий          | Второй           | Первый            | Запасной             | Турниры                       |
| --------- | ------------ | --------------- | ---------------- | ----------------- | -------------------- | ----------------------------- |
| Шотландия |              |                 |                  |                   |                      |                               |
| 1975—76   | Роберт Келли | Кен Хортон      | Уилли Джеймисон  | Кит Дуглас        |                      | ЧШЮ 1976 · ЧМЮ 1976 (4 место) |
| 1976—77   | Кен Хортон   | Уилли Джеймисон | Кит Дуглас       | Ричард Хардинг    |                      | ЧШМ 1977 · ЧМ 1977            |
| 1977—78   | Кен Хортон   | Уилли Джеймисон | Кит Дуглас       | Ричард Хардинг    |                      | ЧЕ 1977                       |
| 1980—81   | Грэм П. Адам | Кен Дж. Хортон  | Роберт А. Коуэн  | Робин Дж. Копленд |                      | [ 4 ]                         |
| 1981—82   | Грэм П. Адам | Кен Дж. Хортон  | Эндрю Маккуистин | Роберт А. Коуэн   |                      | [ 4 ]                         |
| 1982—83   | Грэм Адам    | Кен Хортон      | Эндрю Маккуистин | Боб Коуэн         |                      | ЧШМ 1983 · ЧМ 1983 (5 место)  |
| 1984—85   | Грэм П. Адам | Кен Дж. Хортон  | Грант Макферсон  | Роберт Уилсон     |                      | [ 4 ]                         |
| 1988—89   | Грэм Адам    | Кен Хортон      | Эндрю Маккуистин | Робин Копленд     |                      | ЧШМ 1989 · ЧМ 1989 (5 место)  |
| 2007—08   | Грэм Адам    | Кен Хортон      | Stuart Naismith  | Allan Maclennan   | Jim Jamieson (ЧМВ)   | ЧШВ 2008 · ЧМВ 2008 (4 место) |
| 2008—09   | Грэм Адам    | Кен Хортон      | Stuart Naismith  | Allan Maclennan   |                      |                               |
| 2010—11   | Кен Хортон   | Gordon Butler   | Angus Storrie    | Edmond Binks      | тренер: Jim Jamieson | ЧШВ 2011 · ЧМВ 2011 (7 место) |
| Англия    |              |                 |                  |                   |                      |                               |
| 2024—25   | Кен Хортон   | Douglas McGlynn | Martin Gregory   | Stuart Brand      | тренер: Andy McGlynn | ЧМВ 2025 (9 место)            |

(скипы выделены полужирным шрифтом)

## Результаты как тренера национальных сборных
| Год  | Турнир                            | Сборная          | Место |
| ---- | --------------------------------- | ---------------- | ----- |
| 2017 | Чемпионат Европы по кёрлингу 2017 | Англия (мужчины) | 19    |